# Znaki dodatkowe

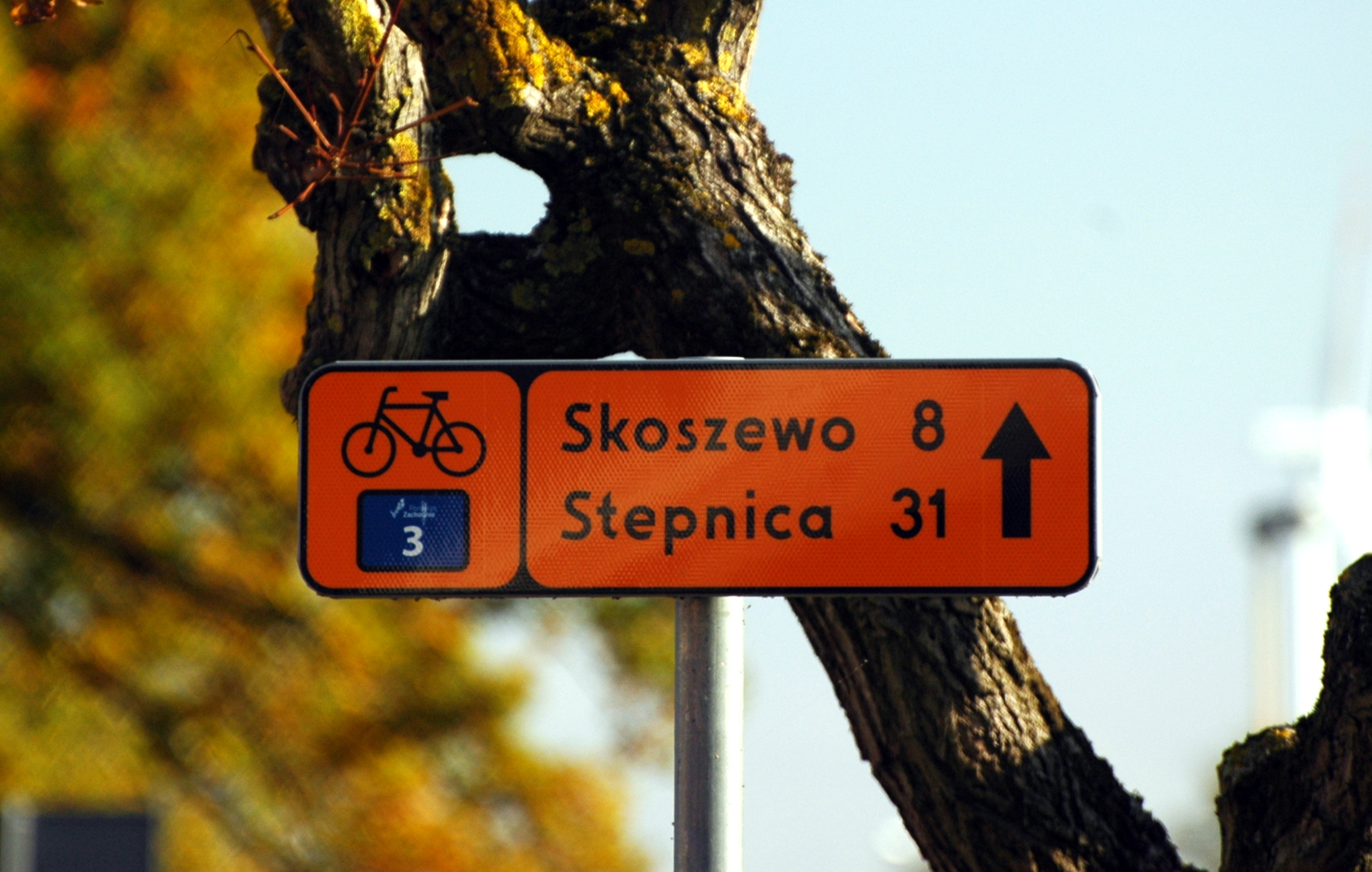
Przykład znaku dodatkowego – znak R-4c, drogowskaz tablicowy szlaku rowerowego

Znaki dodatkowe – znaki drogowe przeznaczone dla określonych grup pojazdów lub znajdujące się przed przejazdami kolejowo-drogowymi, wyrażające ustalenia organizacji ruchu lub pełniące funkcję informacyjną.

## Dodatkowe znaki przed przejazdami kolejowo-drogowymi
| Tarcza znaku | Nazwa                                                                           | Szczegóły |
| ------------ | ------------------------------------------------------------------------------- | --------- |
|              | G-1a: słupek wskaźnikowy z trzema kreskami umieszczany po prawej stronie jezdni |           |
|              | G-1b: słupek wskaźnikowy z dwiema kreskami umieszczany po prawej stronie jezdni |           |
|              | G-1c: słupek wskaźnikowy z jedną kreską umieszczany po prawej stronie jezdni    |           |
|              | G-1d: słupek wskaźnikowy z trzema kreskami umieszczany po lewej stronie jezdni  |           |
|              | G-1e: słupek wskaźnikowy z dwiema kreskami umieszczany po lewej stronie jezdni  |           |
|              | G-1f: słupek wskaźnikowy z jedną kreską umieszczany po lewej stronie jezdni     |           |
|              | G-2: sieć pod napięciem                                                         |           |
|              | G-3: krzyż św. Andrzeja przed przejazdem kolejowo-drogowym jednotorowym         |           |
|              | G-4: krzyż św. Andrzeja przed przejazdem kolejowo-drogowym wielotorowym         |           |

## Dodatkowe znaki dla kierujących tramwajami
| Tarcza znaku | Nazwa                                              | Szczegóły |
| ------------ | -------------------------------------------------- | --- |
|              | AT-1: sygnalizacja świetlna                        | Ostrzega o zbliżaniu się do miejsca, w którym ruch tramwajów jest kierowany za pomocą sygnalizacji świetlnej. |
|              | AT-2: sygnalizacja świetlna wzbudzana              | Ostrzega o zbliżaniu się do skrzyżowania, na którym tramwaj wzbudza wydzieloną dla siebie fazę. |
|              | AT-3: niebezpieczny zjazd                          | Ostrzega o znacznym spadku podłużnym toru tramwajowego, o wartości podanej na znaku. |
|              | AT-4: stromy podjazd                               | Ostrzega o znacznym wzniesieniu toru tramwajowego, o wartości podanej na znaku. |
|              | AT-5: ruch kolizyjny                               | Ostrzega o zbliżaniu się do skrzyżowania z sygnalizacją świetlną, na którym skręcający motorniczy, opuszczając skrzyżowanie, jest obowiązany ustąpić pierwszeństwa uczestnikom ruchu poruszającym się w kierunku na wprost. |
|              | BT-1: ograniczenie prędkości                       | Oznacza zakaz przekraczania prędkości określonej na znaku liczbą kilometrów na godzinę przez kierującego tramwajem jadącym torem, przy którym jest on umieszczony. Zakaz obowiązuje od miejsca umieszczenia znaku do najbliższego skrzyżowania (rozwidlenia) torów lub miejsca ustawienia znaku BT-2 „koniec ograniczenia prędkości”. |
|              | BT-2: koniec ograniczenia prędkości                | Odwołuje ograniczenie prędkości określone znakiem BT-1 „ograniczenie prędkości”. |
|              | BT-3: blokada zwrotnicy                            | Oznacza zakaz wjazdu kierującemu tramwajem pod urządzenie sterujące zwrotnicą, aż poprzedni tramwaj nie opuści zwrotnicy. |
|              | BT-4: stop – zwrotnica eksploatowana jednostronnie | Oznacza zakaz wjazdu kierującemu tramwajem na zwrotnicę bez zatrzymania się przed zwrotnicą i obowiązek sprawdzenia, czy położenie iglicy jest prawidłowe. |

### Znaki nie objęte rozporządzeniem
Poniższe znaki obecnie nie występują w rozporządzeniu Ministra Infrastruktury w sprawie szczegółowych warunków technicznych dla znaków i sygnałów drogowych oraz urządzeń bezpieczeństwa ruchu drogowego i warunków ich umieszczania na drogach, jednak są powszechnie stosowane:
| Tarcza znaku | Nazwa                                    | Szczegóły |
| ------------ | ---------------------------------------- | --- |
|              | CT-1: izolator sekcyjny                  | Oznacza miejsce występowania izolatora sekcyjnego przewodów trakcyjnych i nakazuje przejazd bez pobierania prądu   |
|              | CT-2: granica zasilania                  | Oznacza miejsce występowania izolatora sekcyjnego, stanowiącego granicę zasilania podstacji trakcyjnej             |
|              | DT-1: zwrotnica elektryczna lewoskrętna  | Oznacza miejsce zainstalowania zwrotnicy nastawianej elektrycznie, umożliwiającej skręt w lewo i jazdę na wprost.  |
|              | DT-2: zwrotnica elektryczna prawoskrętna | Oznacza miejsce zainstalowania zwrotnicy nastawianej elektrycznie, umożliwiającej skręt w prawo i jazdę na wprost. |

## Dodatkowe znaki szlaków rowerowych
| Tarcza znaku | Nazwa                                                                     | Szczegóły |
| ------------ | ------------------------------------------------------------------------- | --------- |
|              | R-1: szlak rowerowy lokalny                                               |           |
|              | R-1a: początek (koniec) szlaku rowerowego lokalnego                       |           |
|              | R-1b: zmiana kierunku szlaku rowerowego lokalnego                         |           |
|              | R-3: tablica szlaku rowerowego lokalnego                                  |           |
|              | R-4: informacja o szlaku rowerowym                                        |           |
|              | R-4a: informacja o rzeczywistym przebiegu szlaku rowerowego               |           |
|              | R-4b: zmiana kierunku szlaku rowerowego                                   |           |
|              | R-4c: drogowskaz tablicowy szlaku rowerowego                              |           |
|              | R-4d: drogowskaz szlaku rowerowego w kształcie strzały podający odległość |           |
|              | R-4e: tablica przeddrogowskazowa szlaku rowerowego                        |           |

### Zlikwidowane 7 sierpnia 2018
| Tarcza znaku | Nazwa                                                    | Szczegóły                               |
| ------------ | -------------------------------------------------------- | --------------------------------------- |
|              | R-2: szlak rowerowy międzynarodowy                       | Uwaga: znak wycofany 7 sierpnia 2018 r. |
|              | R-2a: zmiana kierunku szlaku rowerowego międzynarodowego | Uwaga: znak wycofany 7 sierpnia 2018 r. |

## Dodatkowe znaki dla kierujących pojazdami wojskowymi

### Znaki nie objęte rozporządzeniem
Poniższe znaki obecnie nie występują w rozporządzeniu Ministra Infrastruktury w sprawie szczegółowych warunków technicznych dla znaków i sygnałów drogowych oraz urządzeń bezpieczeństwa ruchu drogowego i warunków ich umieszczania na drogach, jednak są powszechnie stosowane:
| Tarcza znaku | Nazwa                                                                                      | Szczegóły |
| ------------ | ------------------------------------------------------------------------------------------ | --------- |
|              | W-1: klasa obciążenia mostu o ruchu jednokierunkowym                                       |           |
|              | W-2: klasa obciążenia mostu o ruchu dwukierunkowym                                         |           |
|              | W-3: klasa obciążenia mostu o ruchu jednokierunkowym dla pojazdów kołowych i gąsienicowych |           |
|              | W-4: klasa obciążenia mostu o ruchu dwukierunkowym dla pojazdów kołowych                   |           |
|              | W-5: klasa obciążenia mostu o ruchu dwukierunkowym dla pojazdów gąsienicowych              |           |
|              | W-6: szerokość mostu lub środka przeprawowego                                              |           |
|              | W-7: wysokość skrajni pionowej na moście lub w tunelu                                      |           |